# Нарышкин, Иван Васильевич
Иван Васильевич Нарышкин (1779 — 23 июня 1818) — статский советник, камер-юнкер, владелец усадьбы Игнатовское-Знаменское. Брат таврического губернатора Д. В. Нарышкина.
Старший сын генерал-майора Василия Сергеевича Нарышкина (1737/1738—1800) от брака его с графиней Анной Ивановной Воронцовой (1750—1807). Воспитывался в доме своего дяди (по матери) графа А. И. Воронцова.
Службу начал юнкером в лейб-гвардейском Измайловском полку, после служил в Александрийском гусарском полку. В 1812 году служил в Гродненском гусарском полку при генерал-майоре Я. П. Кульневе. В 1813 году состоял адъютантом при графе П. А. Толстом. С 1812 года камер-юнкер, с 17 января 1810 года по 15 октября 1814 года предводитель дворянства Тарусского уезда Калужской губернии. Выйдя в отставку, жил постоянно с семьей в своем имении, селе Знаменском.

В московском обществе был известен под именем Жано и славился своей замечательной игрой на фортепиано. Был необычайно хорош собой и имел характер «весьма любезного болтуна». Одна из современниц в 1816 году замечала, что «Нарышкин вертится на всех балах и совсем не похож на женатого человека, он смотрит таким молокососом; жена его нигде не показывается». Имя Нарышкина упоминается в переписке братьев Булгаковых, поэт В. В. Капнист посвятил ему стихотворение «Под счастливой звездой…». Скончался в Москве в июне 1818 года. В. Л. Пушкин писал Вяземскому:
Jeannot Нарышкин также умер. Графиня де Бальмен, сестра его, поскакала к своей невестке в деревню.

## Семья
Жена — Елизавета (Генриетта) Ивановна Метем (1787—1861), дочь англичанина, служившего капитаном в русском флоте. Мать её после смерти мужа вышла замуж русского адмирала и была очень несчастна. С шести лет воспитывалась в доме графа Д. П. Бутурлина, где приняла православие. В молодости была одной из самых хорошеньких московских блондинок, в которую влюбился Нарышкин (двоюродный брат графини А. А. Бутурлиной) и женился на ней в 1808 году. По словам современника, в семейной жизни Нарышкины были не очень счастливы. В браке имели детей:
- Анна Ивановна (24.12.1808[6]—09.03.1809)
- Софья Ивановна (1810—1820-е), обучалась в Екатерининском институте в Петербурге, где и скончалась.
- Алексей Иванович (08.06.1815[7]—1866), прапорщик, предводитель дворянства Орловского уезда, его сын А. А. Нарышкин.
- Екатерина Ивановна (20.06.1816[8]—1861), с 1834 года замужем за мемуаристом графом М. Д. Бутурлиным, наследница усадьбы Знаменское.